# Rocío Dúrcal

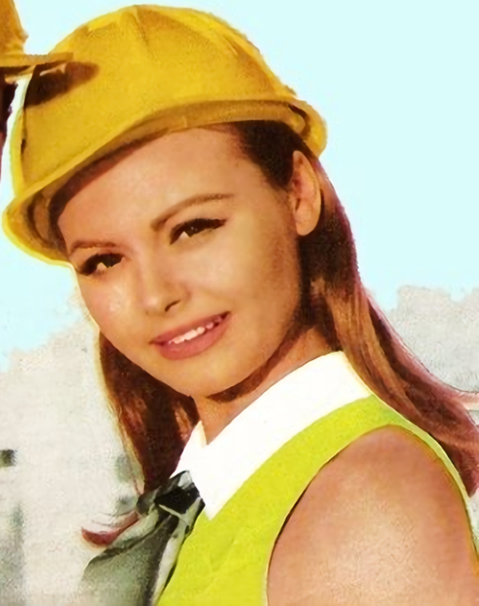
Rocío Dúrcal într-o scenă din filmul Amor en el aire (1967)

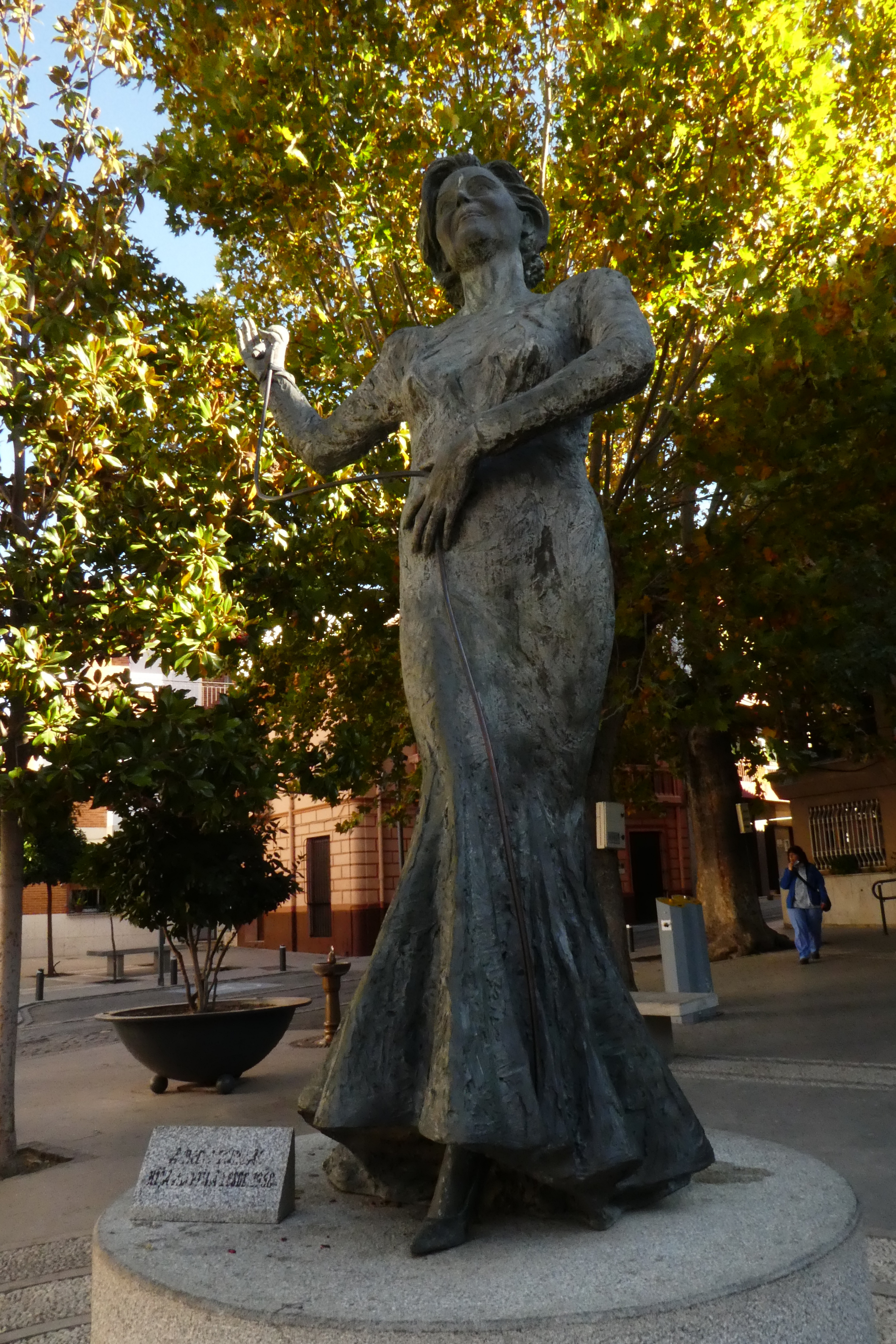
Statuie dedicată Rocío Dúrcal în localitatea Dúrcal

María de los Ángeles de las Heras Ortiz (n. 4 octombrie 1944, Madrid, Noua Castilie⁠(d), Spania – d. 25 martie 2006, Torrelodones⁠(d), Spania), mai bine cunoscută sub numele de Rocío Dúrcal (pronunție în spaniolă roˈθi.o ˈðuɾkal, a fost o cântăreață și actriță de film spaniolă. A avut o activitate cinematografică intensă în tinerețe, dar cel mai bine este cunoscută ca fiind una dintre cele mai notabile interprete de ranchera, mariachi, bolero și alte genuri muzicale precum flamenco, copla, tango și jota, genuri tradiționale din Spania și America Latină. Datorită succesului său în cântecele ranchera, a fost supranumită Regina Ranchera-ului (Reina de las Rancheras).
Printre cele mai cunoscute filme ale sale se numără Bună ziua, contesă (1967), Dragostea este în aer (1967) și Patricia și muzica (1969).

## Biografie
A fost descoperită de impresarul Luis Sanz la un concurs de canto „Primer Aplauso” la vârsta de 15 ani. Deoarece numele ei adevărat era dificil de memorat, Sanz a inventat pentru fată prenumele Rocío, iar localitatea Dúrcal ca nume de familie, astfel Rocío Dúrcal a devenit numele ei de scenă. 
La vârsta de 17 ani a obținut un rol în filmul Canción de Juventud (1962). În film, a jucat rolul unei adolescente orfane cu numele propriu. Cântecul „Volver a verte” din film a devenit celebru. Filmul a devenit un succes uriaș în țările vorbitoare de limbă spaniolă. În filmul Rocío De La Mancha din 1963, a jucat din nou rolul unei fete orfane care i-a adus un alt succes. Cel de-al treilea film al lui Dúrcal, Tengo 17 años (Am 17 ani) din 1964, a fost în care artista de atunci, în vârstă de 20 de ani, a renunțat la imaginea de „copil vedetă”. La acea vreme, Marisol era celălalt „copil minune” cinematografic al regimului Franco, dar Dúrcal era cu 4 ani mai mare decât Marisol, așa că spre deosebire de Marisol, nu puteau întruchipa „fața de copil” așteptată de regimul franchist.
După câteva roluri în diverse filme, ea s-a căsătorit cu cântărețul filipinez-spaniol Antonio Morales al grupului muzical Los Brincos. 
În 1975, după nașterea celui de-al doilea dintre cei trei copii ai săi, a încetat să mai facă filme și a început să cânte din nou în 1977. Primul lor album a fost produs de Juan Gabriel și altul de Marco Antonio Solís. Dúrcal a înregistrat un total de șapte albume.
Cea mai cunoscută și de succes melodie a lor a fost Amor Eterno (Iubire eternă), scrisă de cântărețul și compozitorul mexican Juan Gabriel.
După cinci ani de luptă împotriva cancerului uterin, pe 25 martie 2006, Dúrcal a decedat la vârsta de 61 de ani în casa ei din Torrelodones, o suburbie a orașului ei natal, Madrid.
A fost incinerată și cenușa a fost distribuită între Spania și Mexic, jumătate dintre ele fiind duse la odihnă într-o criptă din interiorul Bazilicii Guadalupe, situată în Ciudad de México.

## Filmografie selectivă
- 1962 Canción de juventud, regia Luis Lucia Mingarro
- 1963 Rocío de La Mancha, regia Luis Lucia Mingarro
- 1964 Tengo 17 años, regia José María Forqué
- 1964 La Chica del trébol, regia Sergio Grieco
- 1965 Más bonita que ninguna, regia Luis César Amadori
- 1966 Acompáñame, regia Luis César Amadori
- 1967 Bună ziua, contesă (Buenos días, condesita), regia Luis César Amadori
- 1967 Dragostea este în aer (Amor en el aire), regia Luis César Amadori
- 1968 Cristina Guzmán, regia Luis César Amadori
- 1969 Patricia și muzica (Las Leandras), regia Eugenio Martín
- 1971 La Novicia rebelde, regia Luis Lucia Mingarro
- 1972 Marianela, regia Angelino Fons
- 1974 Dites-le avec des fleurs, regia Pierre Grimblat
- 1977 Me siento extraña, regia Enrique Martí Maqueda
- 1980 La playa del amor, regia Adolfo Aristarain
- 1984 Siempre en domingo, regia Rene Cardona Jr.

## Discografie selectivă
Philips-Phonogram
- 1962 Las Películas de Rocío Dúrcal
- 1962 Canción de Juventud
- 1963 Rocío de la Mancha
- 1963 La Chica del Trébol
- 1963 Rocío, Canta Flamenco (EP)
- 1964 Tengo 17 Años
- 1964 Villancicos de Rocío
- 1964 Villancicos con Rocío Dúrcal
- 1965 Más Bonita Que Ninguna
- 1966 Acompáñame
- 1966 Buenos Días, Condesita
- 1967 Amor En El Aire
- 1968 Cristina Guzmán
- 1970 Las Leandras
- 1972 La Novicia Soñadora (La Novicia Rebelde)

Ariola Eurodisc
- 1977 Una Vez Más
- 1977 Rocío Dúrcal Canta a Juan Gabriel Volumen I
- 1978 Rocío Dúrcal Canta a Juan Gabriel Volumen II
- 1979 Rocío Dúrcal Canta a Juan Gabriel Volumen III
- 1980 Rocío Dúrcal Canta con Mariachi Volumen IV
- 1981 Cuando Decidas Volver (Rocío Dúrcal Canta A Juan Gabriel Volumen V)
- 1981 Confidencias (La Gata)
- 1983 Entre Tú Y Yo
- 1984 Canta A Juan Gabriel Volumen 6
- 1985 Boleros (Canta Lo Romántico De Juan Gabriel)
- 1986 Siempre
- 1987 Rocío Dúrcal (Canta 11 Grandes Éxitos De Juan Gabriel)
- 1988 Como Tu Mujer
- 1990 Si Te Pudiera Mentir
- 1992 El Concierto... En Vivo
- 1992 Mis mejores canciones
- 1993 Desaires
- 1995 Hay Amores Y Amores

BMG
- 1997 Juntos Otra Vez (con Juan Gabriel)
- 1999 Para Toda La Vida
- 2000 Caricias
- 2001 Entre Tangos Y Mariachi
- 2002 En Concierto... Inolvidable
- 2002 Todo Éxitos
- 2003 Caramelito
- 2004 Alma Ranchera
- 2004 Su Historia y Exitos Musicales Volumen 1
- 2004 Su Historia y Exitos Musicales Volumen 2
- 2004 Su Historia y Exitos Musicales Volumen 3
- 2005 Lo Esencial

Sony BMG
- 2005 Me Gustas Mucho
- 2006 Amor Eterno
- 2007 Rocío Dúrcal Canta a México
- 2009 El Concierto ... En Vivo
- 2009 Duetos
- 2010 Mis favoritas
- 2012 Como dos gotas de agua
- 2012 Canciones de amor
- 2012 Eternamente

## Premii
- 1999 Billboard Latin Music Hall of Fame Modifica el valor a Wikidata
- 2005 Premi Grammy Llatí a la carrera artística
- 2013 Latin Grammy Hall of Fame (en) Tradueix, per l'obra Canta a Juan Gabriel volumen 6